# 炎の奉行 大岡越前守
炎の奉行 大岡越前守（ほのおのぶぎょう おおおかえちぜんのかみ）は1997年（平成9年）1月2日にテレビ東京で放送された12時間超ワイドドラマ（のちの新春ワイド時代劇）である。主演は十二代目市川團十郎。全六部。

## 概要
- 第一部 「刃傷　松の廊下」
- 第二部 「赤穂浪士討ち入り」
- 第三部 「綱吉死す!尾張徳川家の野望」
- 第四部 「大奥激震!絵島生島事件」
- 第五部 「対決!雲霧仁左衛門」
- 第六部 「吉宗落涙　天一坊事件」

## スタッフ
- 脚本：中村勝行、渡辺善則、吉田剛
- 監督：井上昭（1～2、6）、杉村六郎（3～4）、原田雄一（5）
- 音楽：長谷川雅大
- 主題歌：杉田二郎 「ふりむけば愛」
- 主題歌協力：テレビ東京ミュージック
- 制作：金澤龍一郎（テレビ東京）、八木ヶ谷昭次（松竹）
- プロデューサー：江津兵太・小川治（テレビ東京）、丸山富之・佐々木淳一（松竹）
- 殺陣：宇仁貫三、森岡隆見（第3部-第5部まで）
- 現像・テレシネ：IMAGICA
- 協力：エクラン演技集団
- 製作協力：松竹京都映画
- 製作：テレビ東京、松竹株式会社

## キャスト
- 大岡忠相：市川新之助→市川團十郎
- 徳川吉宗：渡辺徹
- 秋月数馬：古屋暢一→村上弘明
- 由衣：黒木瞳
- たえ：松下恵→高樹沙耶
- お園：中村あずさ
- お弓：美保純
- 秋月重信：河原崎建三
- 大岡忠高：市村家橘
- 大岡みつ：高田敏江
- 大岡忠品：青山裕一
- 大岡忠真：市川右之助
- 柳沢吉保：津川雅彦
- 徳川綱吉：長門裕之
- 浅野内匠頭：中村勘九郎（特別出演）
- 大石内蔵助：柄本明
- 吉良上野介：石橋蓮司
- 上杉綱憲：本田博太郎
- 色部又四郎：西田健
- 堀部安兵衛：田中健
- 堀部弥兵衛：山本清
- 奥田孫太夫：早川純一
- 富森助右衛門：安藤一夫
- 小林平八郎：及川以造
- 清水一学：本城丸裕
- 多門伝八郎：市川左團次（特別出演）
- 梶川与惣兵衛：片岡十蔵
- りく：香野百合子
- 徳川綱条：水上保広
- 土屋相模守：黒部進
- 徳川家宣：森下哲夫
- 天英院：波乃久里子
- 徳川宗春：萩原流行
- 徳川吉通：沖田さとし
- 間部詮房：潮哲也
- 荻原重秀：高峰圭二
- 脇坂安照：大竹修造
- 有馬氏倫：大和田伸也
- 稲生正武：中山仁
- 近衛家熙：立川三貴
- 紀伊国屋文左衛門：夏八木勲
- 月光院：斉藤絵里
- 絵島：高島礼子
- 生島新五郎：堤大二郎
- 宮路：新保あさ
- 雲霧仁左衛門：西岡徳馬
- 木鼠吉五郎：六平直政
- おさらば伝次：伊藤高
- 因果小僧六之助：貴山侑也
- 石子伴作：山崎有右
- 池田大助：井上倫宏
- 白石治右衛門：井上高志
- 小川千舟：名古屋章
- 弥兵次：奥村公延
- 阿毘鬼：崎津隆介
- 柳生厳延：遠藤征慈
- 土居如水：伊藤敏八
- お恵：中山忍
- お六：栗田よう子
- 大口屋・お清：渡辺えり子
- おせい：及森玲子
- 三郎兵衛：左とん平
- 八五郎：沖田浩之
- 勘兵衛：山田吾一
- 熊吉：阿藤海
- 天一坊：内海光司
- お鹿：堀江奈々
- 赤川大膳：坂田雅彦
- 山内伊賀亮：渡辺哲
- 庄屋仁助：左右田一平
- 石丸弥八：山内としお
- 瓦版売り：森川章玄
- 修験者：小島三児
- 休蔵：楠年明
- お甲：海原ともこ
- 越後屋：仙波和之
- 松坂屋：三田村賢二
- 伊豆甚：荻原賢三
- 案内役：徳光和夫
- ナレーター：江守徹

| テレビ東京 12時間超ワイドドラマ      | テレビ東京 12時間超ワイドドラマ | テレビ東京 12時間超ワイドドラマ        |
| 前番組                               | 番組名                          | 次番組                                 |
| ------------------------------------ | ------------------------------- | -------------------------------------- |
| 徳川剣豪伝 それからの武蔵 （1996年） | 炎の奉行 大岡越前守 （1997年）  | 家康が最も恐れた男 真田幸村 （1998年） |